# 야마나카정
야마나카정(山中町)은 이시카와현 에누마군에 놓여졌던 정이다.
2005년 10월 1일, 야마나카정이 가가시에 합병되어 자치체로서는 소멸하였고, 주소는 가가시 야마나카 온천이 되어  에누마군도 소멸했다.

## 역사
- 1889년 4월 1일 - 정촌제 시행과 함께 야마나카촌이 성립하였다.
- 1913년 2월 13일 - 야마나카촌이 정으로 승격해 야마나카정이 되었다.
- 1955년 4월 1일 - 1정 3촌이 신설 합병해 새로운 야마나카정이 되었다.
- 2005년 10월 1일 - 가가시에 합병하였다.

## 교통

### 도로
- 호쿠리쿠 자동차도
- 국도 364호선